# Adolph Goldschmidt
Adolph Goldschmidt, född 15 januari 1863 i Hamburg, död 5 januari 1944 i Basel, var en tysk konsthistoriker.
Goldschmidt ägnade sitt liv åt en mycket uppskattad lärarverksamhet, 1912-1929 som professor vid universitetet i Berlin. Goldschmidt, som var väl förtrogen med den svenska medeltidskonsten, hade flera svenska lärjungar. Bland hans skrifter märks Lübecker Malerei und Plastik bis 1530 (1889), Der Albanipsalter in Hildesheim (1895), Die Elfenbeinskulpturen aus der Zeit der karolingischen und sächsischen Kaiser 8.11. Jahrhunderts, Die deutsche Buchmalerei (2 band, 1928). En Festschrift med tillhörande biografi utgavs i samband med Adolph Goldschmidts 60-årsdag.